# Ōshima Tadamori
Ōshima Tadamori (tiếng Nhật: 大島 理森, đã Latinh hoá: Ōshima Tadamori, n.đ. 'Đại Đảo Lý Sâm', sinh ngày 6 tháng 9 năm 1946) là một chính trị gia người Nhật thuộc Đảng Dân chủ Tự do và chủ tịch của Chúng nghị viện trong Chế độ đại nghị (cơ quan lập pháp quốc gia).